# 大相撲令和4年9月場所
大相撲令和4年9月場所（おおずもうれいわよねん9がつばしょ）は、2022年（令和4年）9月11日から9月25日までの15日間、東京都墨田区の国技館（両国国技館）で開催された大相撲本場所である。

## 概要
9月場所に関する時系列

## 番付・星取表
※赤文字は優勝力士の成績。

### 幕内
| 東方            | 東方      | 東方     | 番付   | 西方     | 西方    | 西方            |
| 備考            | 成績      | 力士名   | 番付   | 力士名   | 成績    | 備考            |
| --------------- | --------- | -------- | ------ | -------- | ------- | --------------- |
|                 | 5勝5敗5休 | 照ノ富士 | 横綱   |          |         |                 |
|                 | 10勝5敗   | 貴景勝   | 大関   | 正代     | 4勝11敗 |                 |
|                 |           |          | 大関   | 御嶽海   | 4勝11敗 | カド番          |
| 優勝次点 技能賞 | 11勝4敗   | 若隆景   | 関脇   | 豊昇龍   | 8勝7敗  | 新関脇          |
|                 | 7勝8敗    | 大栄翔   | 関脇   |          |         |                 |
|                 | 全休      | 阿炎     | 小結   | 逸ノ城   | 6勝9敗  | 再小結          |
|                 |           |          | 小結   | 霧馬山   | 9勝6敗  | 再小結          |
| 殊勲賞          | 10勝5敗   | 翔猿     | 前頭1  | 翠富士   | 7勝8敗  |                 |
|                 | 8勝7敗    | 琴ノ若   | 前頭2  | 明生     | 8勝7敗  |                 |
| 殊勲賞          | 13勝2敗   | 玉鷲     | 前頭3  | 宇良     | 8勝7敗  |                 |
|                 | 6勝9敗    | 錦木     | 前頭4  | 髙安     | 11勝4敗 | 優勝次点 敢闘賞 |
|                 | 5勝10敗   | 宝富士   | 前頭5  | 佐田の海 | 9勝6敗  |                 |
|                 | 10勝5敗   | 若元春   | 前頭6  | 遠藤     | 7勝8敗  |                 |
|                 | 6勝9敗    | 碧山     | 前頭7  | 阿武咲   | 5勝10敗 |                 |
|                 | 7勝8敗    | 栃ノ心   | 前頭8  | 北勝富士 | 10勝5敗 |                 |
|                 | 8勝7敗    | 妙義龍   | 前頭9  | 琴恵光   | 6勝9敗  |                 |
|                 | 10勝5敗   | 錦富士   | 前頭10 | 隆の勝   | 8勝7敗  |                 |
|                 | 7勝8敗    | 琴勝峰   | 前頭11 | 千代大龍 | 6勝9敗  |                 |
|                 | 6勝9敗    | 隠岐の海 | 前頭12 | 竜電     | 11勝4敗 | 優勝次点 再入幕 |
|                 | 6勝9敗    | 一山本   | 前頭13 | 王鵬     | 7勝8敗  |                 |
|                 | 9勝6敗    | 千代翔馬 | 前頭14 | 豊山     | 4勝11敗 |                 |
|                 | 6勝9敗    | 照強     | 前頭15 | 剣翔     | 5勝10敗 |                 |
| 新入幕          | 5勝10敗   | 水戸龍   | 前頭16 | 平戸海   | 7勝8敗  | 新入幕          |

### 十両
| 東方   | 東方    | 東方     | 番付   | 西方   | 西方       | 西方   |
| 備考   | 成績    | 力士名   | 番付   | 力士名 | 成績       | 備考   |
| ------ | ------- | -------- | ------ | ------ | ---------- | ------ |
|        | 4勝11敗 | 志摩ノ海 | 十両1  | 千代丸 | 7勝8敗     |        |
|        | 6勝9敗  | 千代の国 | 十両2  | 東龍   | 9勝6敗     |        |
|        | 8勝7敗  | 熱海富士 | 十両3  | 東白龍 | 8勝7敗     |        |
|        | 9勝6敗  | 輝       | 十両4  | 武将山 | 8勝7敗     |        |
|        | 8勝7敗  | 英乃海   | 十両5  | 朝乃若 | 0勝1敗14休 |        |
|        | 8勝7敗  | 天空海   | 十両6  | 美ノ海 | 9勝6敗     |        |
|        | 7勝8敗  | 荒篤山   | 十両7  | 炎鵬   | 6勝9敗     |        |
|        | 7勝8敗  | 大奄美   | 十両8  | 大翔鵬 | 7勝8敗     |        |
|        | 9勝6敗  | 北青鵬   | 十両9  | 魁勝   | 7勝8敗     |        |
|        | 6勝9敗  | 島津海   | 十両10 | 德勝龍 | 7勝8敗     |        |
|        | 8勝7敗  | 千代栄   | 十両11 | 北の若 | 10勝5敗    |        |
|        | 6勝9敗  | 豪ノ山   | 十両12 | 金峰山 | 10勝5敗    | 新十両 |
|        | 8勝7敗  | 欧勝馬   | 十両13 | 栃丸   | 2勝13敗    |        |
| 新十両 | 11勝4敗 | 栃武蔵   | 十両14 | 貴健斗 | 9勝6敗     | 再十両 |

## 優勝争い
中日を終え、勝ちっぱなしが平幕・北勝富士となり、それを1敗で平幕・玉鷲、2敗で大関・貴景勝、平幕・髙安、若元春、錦富士、千代翔馬が追う展開となった。
9日目には、北勝富士が若元春を破り、9連勝。貴景勝は3敗に後退。
10日目には、髙安が北勝富士を破り、全勝がいなくなった。貴景勝や若元春、千代翔馬は連敗により、優勝争いから脱落していった。
11日目には、髙安が妙義龍に、北勝富士が玉鷲に破れたことにより、優勝争いは1敗で玉鷲が単独トップ。2敗に北勝富士、錦富士、3敗に関脇・若隆景、平幕・翔猿、髙安となった。
12日目には、玉鷲が若元春に敗れ、2敗に後退するが、北勝富士、錦富士がそろって敗れ、単独トップは変わらなかった。一方、若隆景と髙安の対戦が組まれ、髙安が勝利し、3敗を守った。
13日目に、玉鷲は錦富士を破り、単独トップをキープ。北勝富士が翔猿、髙安が霧馬山を破り、2敗の玉鷲を3敗の髙安、北勝富士が追う展開となった。
14日目には、玉鷲が翔猿を一方的な相撲で快勝。髙安は豊昇龍を破り、3敗をキープするも、北勝富士は若隆景に敗れ、優勝争いから脱落した。
千秋楽に、玉鷲・髙安の直接対決が組まれた。相撲は、玉鷲が髙安を押し出しで破り、本割で優勝を決めた。

## 備考
- 玉鷲は21場所ぶり2度目の優勝となった。また、37歳10カ月での幕内最高優勝は年6場所制では平成24年夏場所の旭天鵬を上回る1位の高齢優勝、21場所ぶりの優勝は歴代5位に並ぶ「ブランク」記録となった。
- 三賞は、殊勲賞に横綱・大関全員を破った玉鷲が受賞。また照ノ富士を破るなど活躍を魅せた翔猿が千秋楽の勝利を条件に候補者となった。翔猿は千秋楽勝利し、初の殊勲賞を受賞した。敢闘賞は高安が受賞。初日からの9連勝をし、優勝争いを引っ張った北勝富士が千秋楽勝利を条件に受賞対象となったが、こちらは大栄翔に敗れ、受賞を逃すこととなった。技能賞は、関脇・若隆景が4度目の受賞となった。
- 大関は、貴景勝が10勝5敗とするも、正代・御嶽海の両者は苦しい土俵となり、どちらも4勝11敗となった。大関が2人以上、11敗を喫するのは、史上初のこととなった。御嶽海は11日目に佐田の海に敗れ、大関在位4場所で陥落となった。